# 17 Vulpeculae
17 Vulpeculae, som är stjärnans Flamsteed-beteckning, är en ensam stjärna belägen i den södra delen av stjärnbilden Räven. Den har en lägsta skenbar magnitud på ca 5,08 och är svagt synlig för blotta ögat där ljusföroreningar ej förekommer. Baserat på parallaxmätning inom Hipparcosuppdraget på ca 6,5 mas, beräknas den befinna sig på ett avstånd på ca 500 ljusår (ca 155 parsek) från solen. Den rör sig närmare solen med en heliocentrisk radialhastighet av ca -8 km/s och kommer att som närmast solen vara på ett avstånd av 419 ljusår om ca 6,1 miljoner år.

## Egenskaper
17 Vulpeculae är en blå till vit stjärna i huvudserien av spektralklass B3 V. Den har en massa som är ca 6,1 solmassor, en radie som är ca 3,9 solradier och utsänder ca 573 gånger mera energi än solen från dess fotosfär vid en effektiv temperatur på ca 15 600 K. Stjärnan har snabb rotation med en projicerad rotationshastighet på 115 km/s.